# Carburo de boro

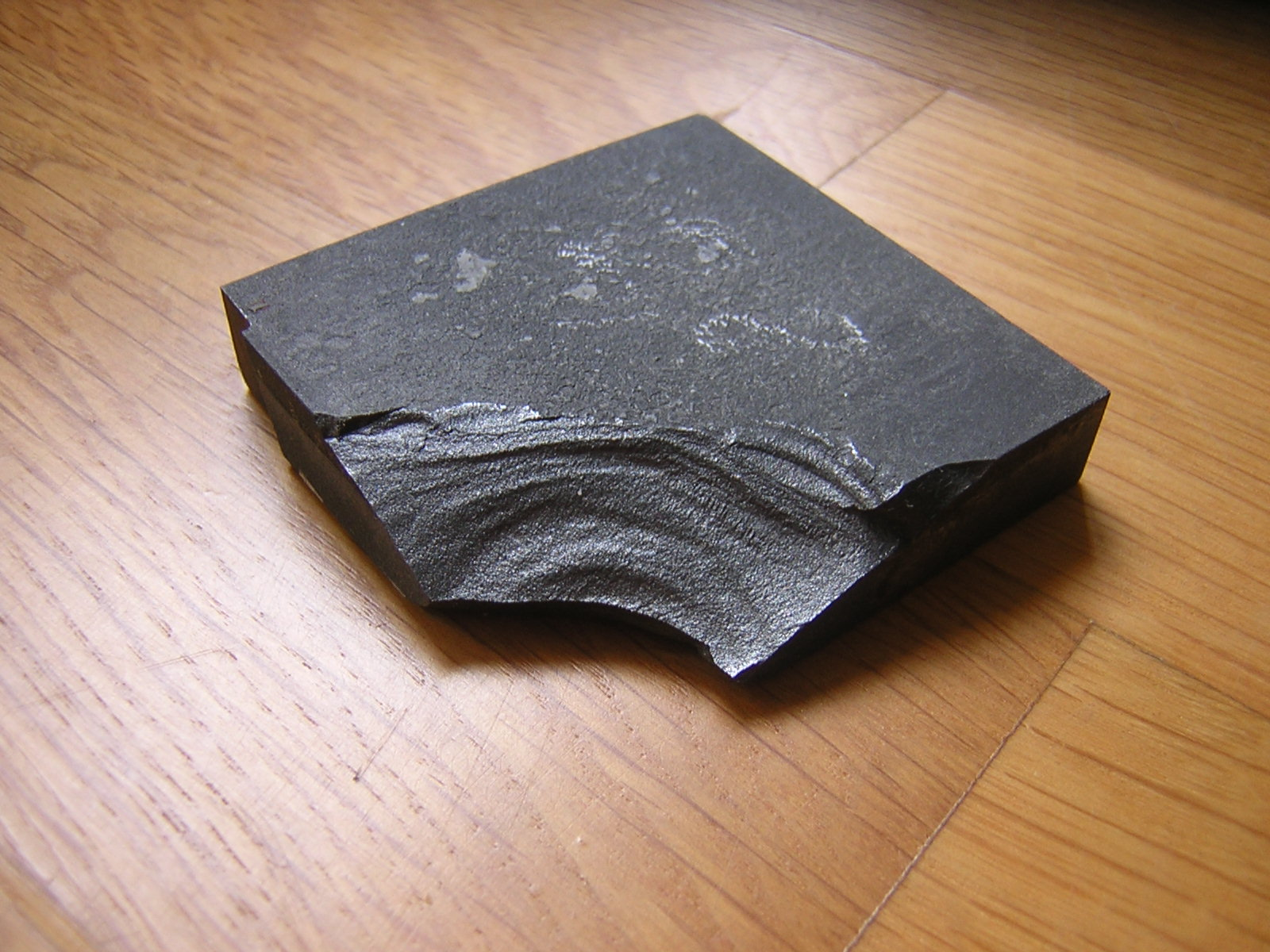
Un trozo de carburo de boro.

El carburo de boro (B4C) (tetraboro, B4-C, B4C, diamante negro) es un sólido cristalino negro casi tan duro como el diamante. Se usa para tallar y como material para la construcción de objetos resistentes. En la escala de Mohs tiene una dureza de 9,3
Fue descubierto en el siglo XIX como un subproducto de reacciones que involucraban boruros metálicos.
No fue hasta 1930 cuando este material fue estudiado científicamente.
Su punto de fusión es 2350 °C (2623.15 K), y su punto de ebullición es >3500 °C (>3773.15 K).
Su peso molar es de 55,255 g/mol; y su densidad es de 2,52 g/cm³.
Su estructura cristalina es rombohedral.
Se prepara por reacción de ácido bórico con grafito a 2600 °C.
La capacidad del carburo de boro para absorber neutrones sin formar radionúclidos de larga vida lo hace atractivo como un absorbente para la radiación neutrónica producida en centrales nucleares y armas nucleares. Entre estas capacidades se incluye la fabricación de blindajes y material para las barras de control de los reactores nucleares. En las barras de control, normalmente el carburo de boro se encuentra pulverizado para aumentar su superficie eficaz.

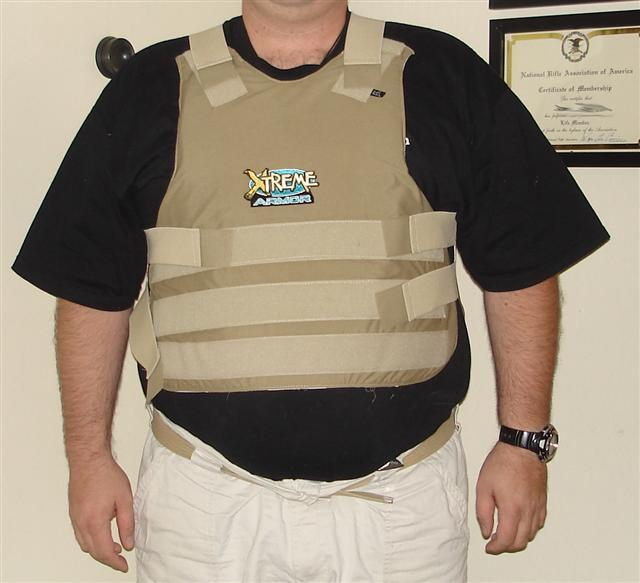
El carburo de boro forma las placas internas de este chaleco antibalas de alta proteccón.

## Preparación
El carburo de boro se sintetizó por primera vez por Henri Moissan en 1899, por reducción de óxido de boro ya sea con carbono o de magnesio en presencia de carbono en un horno eléctrico de arco. En el caso del carbono, la reacción se produce a temperaturas superiores al punto de fusión de B 4 C y se acompaña de la liberación de gran cantidad de monóxido de carbono : 
Si se utiliza de magnesio, la reacción puede llevarse a cabo en un horno de grafito , y los subproductos de magnesio se eliminan por tratamiento con ácido.

## Usos
El carburo de boro se utiliza en: 
- placas interiores de chalecos antibalas
- candados
- Blindajes antibalas para personal y para vehículos.
- boquillas de limpieza con arena a chorro
- De alta presión de agua boquillas de corte de chorro.
- Rayado y desgaste de recubrimientos resistentes.
- herramientas y troqueles de corte.
- Abrasivos .
- Absorbente de neutrones en reactores nucleares .
- Compuestos de matriz metálica .
- De combustible de alta energía de combustible sólido ramjets Zip_fuel .
- Zapatas de freno de vehículos